# Phytoseius bulgariensis
Phytoseius bulgariensis är en spindeldjursart som beskrevs av Wainstein 1969. Phytoseius bulgariensis ingår i släktet Phytoseius och familjen Phytoseiidae. Inga underarter finns listade i Catalogue of Life.